# Антонов (Волгоградская область)
Антонов — хутор в Октябрьском районе Волгоградской области России, административный центр Антоновского сельского поселения.

## История
Основан во второй половине 18-го века. Хутор относился к юрту станицы Кобылянской Второго Донского округа области войска Донского.  Согласно Списку населённых мест Земли Войска Донского в 1859 году в хуторе проживало 123 души мужского и 141 женского пола.
Согласно Списку населённых мест области Войска Донского в 1873 году в хуторе проживало 188 душ мужского и 171 женского пола. Согласно переписи населения 1897 года в хуторе Антонов проживало 225 душ мужского и 228 женского пола. Согласно Алфавитному списку населённых мест Области Войска Донского 1915 года в хуторе Антоновском станицы Кобылянской имелось 60 двора, проживало 240 души мужского и 229 женского пола.
В 1929 году был организован колхоз "Светлый путь", объединивший хутора Шестаков и Антонов (первоначально клуб, изба – читальня, сельский совет, школа, магазин находились в хуторе Шестаков).
В годы войны с 4 августа по 26 декабря 1942 года территория была оккупирована. В хуторах Антоново-Шестаковского  сельсовета гитлеровцы забрали и расстреляли 125 человек, многих увезли в Германию на работы. В период освобождения хутора с 12 по 26 декабря 1942 года практически все жилые дома и сооружения были разрушены. С огромной радостью жители встретили своих освободителей. Погибших хоронили в братской могиле на центральной усадьбе колхоза. Позднее поставили памятник с именами похороненных.
В 1953 году центр сельсовета переместился в хутор Антонов. В 1981 году на основании Решения исполкома Волгоградского областного Совета народных депутатов хутора Ромашкин, Шестаков вошли в состав хутора Антонов.

## Физико-географическая характеристика
Хутор расположен в степи в пределах западной покатости Ергенинской возвышенности, относящейся к Восточно-Европейской равнине, на реке Аксай Есауловский. Средняя высота над уровнем моря — 51 метр. Рельеф местности - холмисто-равнинный, распространены каштановые солонцеватые и солончаковые почвы и  солонцы (автоморфные).
Хутор Антонов на востоке граничит с рабочим посёлком Октябрьский. По автомобильным дорогам расстояние до областного центра города Волгограда (до центра города) составляет 160 км. Ближайшая железнодорожная станция Жутово железнодорожной ветки Волгоград—Тихорецкая Волгоградского региона Приволжской железной дороги расположена в посёлке Октябрьский. 
Климат
Климат континентальный, засушливый, с жарким летом и относительно холодной и малоснежной зимой (согласно классификации климатов Кёппена - Dfa). Среднегодовая температура воздуха положительная и составляет + 8,8 °C. Средняя температура самого холодного января -6,9 °С, самого жаркого месяца июля +24,2 °С. Многолетняя норма осадков - 372 мм. В течение года количество осадков распределено относительно равномерно: наименьшее количество осадков выпадает в октябре (23 мм) и феврале-марте (по 24 мм), наибольшее количество - в июне (39 мм) и декабре (38 мм).
Часовой пояс
Антонов, как и вся Волгоградская область, находится в часовой зоне МСК (московское время). Смещение применяемого времени относительно UTC составляет +3:00.

## Население
| 2002 |
| ---- |
| 1693 |

| 1859  | 1873  | 1897  | 1915  | 2010  | 2012  | 2013  |
| ----- | ----- | ----- | ----- | ----- | ----- | ----- |
| 164   | ↗359  | ↗453  | ↗469  | ↗1654 | ↘1619 | ↘1607 |
| 2014  | 2015  | 2016  | 2017  | 2018  | 2019  | 2020  |
| ↘1579 | ↗1583 | →1583 | ↘1551 | ↘1530 | ↘1504 | ↘1492 |
| 2021  |       |       |       |       |       |       |
| ↘1475 |       |       |       |       |       |       |